# 60分鐘 (澳大利亞電視節目)
60分鐘（60 Minutes）是美国电视新聞节目60分鐘的澳大利亚版, 自1979年以来每周日晚上在九號電視網播出。 1981年，該節目主持人採訪了英国首相玛格丽特·撒切尔。 1982年，該節目的主持人又采访了利比亚领导人穆阿迈尔·卡扎菲。 

## 外部鏈接
- Australia's 60 Minutes official website （页面存档备份，存于）
- 互联网电影数据库（IMDb）上《60 Minutes》的资料（英文）